# Ferdinand 2. (Tysk-romerske rige)
 For alternative betydninger, se Ferdinand 2.. (Se også artikler, som begynder med Ferdinand 2.)
Ferdinand 2. (født 9. juli 1578, død 15. februar 1637) var sønnesøn af Ferdinand 1., og var tysk-romersk kejser fra 1619 til 1637. Han var konge af Böhmen fra 1617 og af Ungarn fra 1618, men ved trediveårskrigens start blev han fordrevet fra Böhmen. Han genvandt dog magten ved Slaget ved det hvide bjerg i 1620, hvorefter landet blev hårdt straffet og befolkningen fik valget mellem at udvandre eller vende tilbage til katolicismen.
Ferdinand var gift to gange. Han blev gift med Maria Anna von Bayern den 23. april 1600, og de fik syv børn sammen. Den 2. februar 1622 giftede han sig med Eleonora Gonzaga. De fik ingen børn sammen.
Han var en særdeles magtfuld kejser, ikke mindst i kraft af sine feltherrer Johann Tserclaes Tilly og Albrecht von Wallenstein.